# 1438
| [ Edytuj tabelę ]                          | |
| Król Polski                                | - 1434 Władysław III Warneńczyk 1444 |
| Współksiążęta Andory                       | - 1437 Arnau Roger de Pallars 1461 - 1436 Gaston IV 1472 |
| Król Anglii                                | - 1422 Henryk VI 1461 |
| Król Aragonii i Walencji, hrabia Barcelony | - 1416 Alfons V Aragoński 1458 |
| Władca Azteków                             | - 1427 Itzcoatl 1440 |
| Elektor Brandenburgii                      | - 1415 Fryderyk I 1440 |
| Książę Bawarii-Ingolstadt                  | - 1413 Ludwik VII Brodaty 1443 |
| Książę Bawarii-Landshut                    | - 1393 Henryk XVI Bogaty 1450 |
| Książę Bawarii-Monachium                   | - 1397 Ernest 1438 - 1438 Albert III 1460 |
| Książę Burgundii                           | - 1419 Filip III Dobry 1467 |
| Cesarz Bizancjum                           | - 1425 Jan VIII Paleolog 1448 |
| Sułtan Brunei                              | - 1433 Sulaiman 1473 |
| Cesarz Chin                                | - 1435 Zhu Qizhen 1449 |
| Król Cypru                                 | - 1432 Jan II 1458 |
| Król Czech                                 | - 1437 Albrecht II Habsburg 1439 |
| Król Danii                                 | - 1396 Eryk Pomorski 1439 |
| Dalajlama                                  | - 1391 Gendun Drup 1474 |
| Władca Egiptu                              | - 1437 Al-Aziz Jusuf 1438 - 1438 Czakmak 1453 |
| Cesarz Etiopii                             | - 1434 Zara Jaykob Konstantyn 1468 |
| Król Francji                               | - 1422 Karol VII 1461 |
| Król Gruzji                                | - 1412 Aleksander 1442 |
| Hrabia Holandii                            | - 1433 Filip III Dobry (z Burgundii) 1467 |
| Władca Inków                               | - 1410 Viracocha 1438 - 1438 Pachacutec 1471 |
| Cesarz Japonii                             | - 1428 Go-Hanazono 1464 |
| Kalif                                      | - 1414 Al-Mu’tadid II 1441 |
| Król Kastylii i Leónu                      | - 1406 Jan II Kastylijski 1454 |
| Patriarcha Konstantynopola                 | - 1416 Józef II 1439 |
| Władca Korei                               | - 1418 Sejong Wielki 1450 |
| Wielki książę litewski                     | - 1432 Zygmunt Kiejstutowicz 1440 |
| Cesarz Majapahitu                          | - 1429 Suhita 1447 |
| Sułtan Maroka                              | - 1421 Abdulhak II 1465 |
| Książę Mediolanu                           | - 1412 Filip Maria 1447 |
| Senior Monako                              | - 1436 Jan I 1454 |
| Wielki książę moskiewski                   | - 1425 Wasyl II Ślepy 1462 |
| Król Nawarry                               | - 1425 Blanka I z Nawarry i Jan II Aragoński 1441 |
| Król Norwegii                              | - 1396 Eryk Pomorski 1442 |
| Sułtan Omanu                               | - 1435 Abu al-Hasan 1451 |
| Elektor Palatynatu                         | - 1436 Ludwik IV 1449 |
| Papież                                     | - 1431 Eugeniusz IV 1447 |
| Król Portugalii                            | - 1433 Edward I 1438 - 1438 Alfons V 1481 |
| Cesarz Rzymski (niemiecki)                 | - 1438 Albrecht II Habsburg 1439 |
| Kapitanowie Regenci San Marino             | - 1437 Francesco di Menghino Giovanni di Antonio 1438 - 1438 Niccolò di Michelino Barnaba di Antonio Lunardini 1438 - 1438 Tommaso di Antonio Antonio di Simone Belluzzi 1439 |
| Despota Serbii                             | - 1429 Jerzy I Branković 1456 |
| Elektor Saksonii                           | - 1428 Fryderyk II Łagodny 1464 |
| Król Szkocji                               | - 1437 Jakub II 1460 |
| Król Szwecji                               | - 1396 Eryk XIII Pomorski 1439 |
| Król Tajlandii                             | - 1424 Borommaracha Thirat II 1448 |
| Sułtan Turków                              | - 1421 Murad II 1444 |
| Doża Wenecji                               | - 1423 Francesco Foscari 1457 |
| Król Węgier                                | - 1437 Albert 1439 |
| Cesarz Wietnamu                            | - 1433 Lê Thái Tông 1442 |
| Wielki mistrz zakonu krzyżackiego          | - 1422 Paul Bellitzer von Russdorff 1441 |

Rok 1438 / MCDXXXVIII
stulecia: XIV wiek ~
XV wiek ~
XVI wiek

lata: 1428 «
1433 «
1434 «
1435 «
1436 «
1437 «
1438
» 1439
» 1440
» 1441
» 1442
» 1443
» 1448

## Wydarzenia w Polsce
- Odbyła się elekcja nieletniego Kazimierza Jagiellończyka na tron czeski, uznana za ważną przez część stanów czeskich
- wojska polskie wkroczyły do Czech i połączyły się ze wspierającymi Jagiellonów wojskami husyckimi
- wojska polskie i husyckie zostały oblężone w mieście Tabor
- 20 września - wkroczenie króla Władysława Warneńczyka i małopolskiego pospolitego ruszenia na Górny Śląsk i rozłożenie obozu pod Strzelcami Opolskimi
- 2 października - książęta Wacław I zatorski, Przemysław toszecki i Jan IV oświęcimski zobowiązali się do złożenia hołdu Kazimierzowi po jego koronacji na króla czeskiego.
- 6 października - książęta opolscy Bolko V Wołoszek, Bernard niemodliński, Jan I opolski i Mikołaj I opolski zobowiązali się do złożenia hołdu Kazimierzowi po jego koronacji na króla czeskiego.
- 18 październik - książę opawsko-raciborski Wacław II Przemyślida zobowiązał się do złożenia hołdu Kazimierzowi po jego koronacji na króla czeskiego.
- 25 października - narada dowódców polskich pod Opawą i odwrót do Polski
- jesień - wielkopolskie pospolite ruszenie zniszczyło Milicz i obsadziło miasto Brzeg
- 8 grudnia-16 grudnia – w Piotrkowie obradował sejm[1].

## Wydarzenia na świecie
- 1 stycznia – koronacja Albrechta II Habsburga na króla Węgier.
- 18 marca – Albrecht II Habsburg wybrany został królem Niemiec.
- 13 kwietnia – wojna stuletnia: wojska francuskie dowodzone przez Artura de Richemonta odbiły okupowany przez Anglików Paryż.
- 29 czerwca – koronacja Albrechta II Habsburga na króla czeskiego w Pradze.
- 8 sierpnia – rozpoczął się Sobór w Ferrarze.
- 13 września – Alfons V został królem Portugalii.
- 3 grudnia - książę Bernad niemodliński na zjeździe we Wrocławiu uznaje władzę Albrechta Habsburga jako króla Czech
- 5 grudnia – bitwa pod Bielewem, w której chan Olug Mohammed pokonał wojska moskiewskie i założył Chanat Kazański.

## Urodzili się
- 27 listopada – Gracjan z Kotoru, augustianin, błogosławiony katolicki (zm. 1508)
- 1 grudnia – Piotr II de Burbon, książę Burbon i Owernii (zm. 1503)

## Zmarli
- 8 stycznia – Diviš Bořek z Miletínka, czeski dowódca z okresu wojen husyckich (ur. ?)
- 9 września – Edward, król Portugalii (ur. 1391)
- 20 października – Jacopo della Quercia – sieneński rzeźbiarz (ur. ok. 1367)